# 托薩峰
托薩峰（義大利語：Cima Tosa），是意大利的山峰，位於該國北部，由特倫蒂諾-上阿迪傑大區負責管轄，屬於雷蒂亚山脉的一部分，海拔高度3,173米，人類在1865年7月18日首次登上該山峰。